# Apla

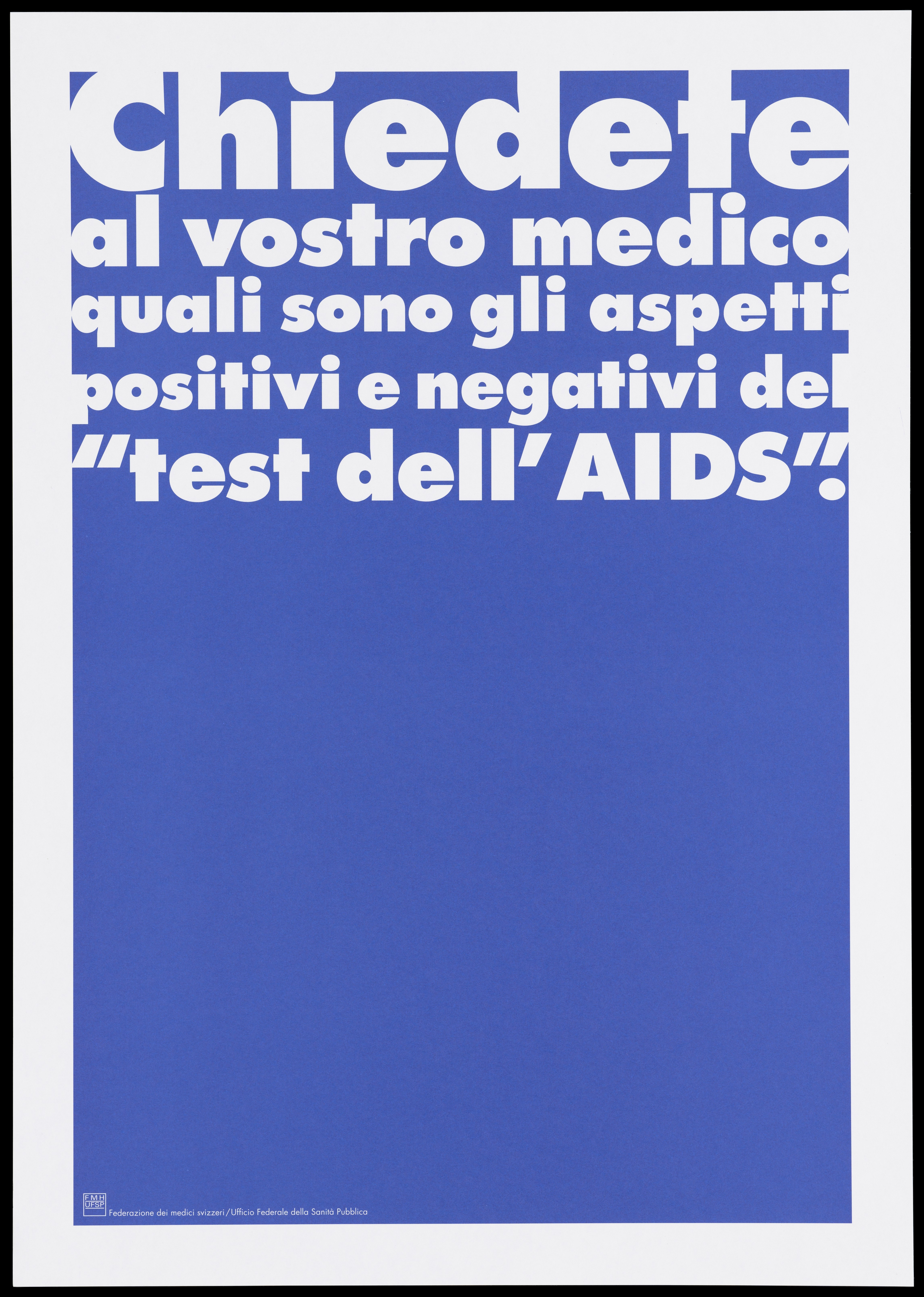
Plakat z wykorzystaniem apli na zasadzie kontrastu z barwą papieru

Apla – pojęcie z zakresu poligrafii, może oznaczać:
1. jednobarwną, nierastrowaną płaszczyznę[1] mogąca stanowić tło np. plakatu, okładki[2] , na którym można umieścić tekst czy ilustracje[3], a także wykorzystać je jako swoisty kontrast wobec innych elementów[2]
2. powierzchnię zadrukowaną w powyższy sposób[4]
3. blachę cynkową służącą jako formę do druku wypukłego[4]
4. ilość użytej farby drukowej[4]

W przypadku zastosowania apli o jasnych barwach, na którą będą nanoszone elementy o barwach ciemniejszych określa się ją mianem tinty .
Nanoszenie apli z wykorzystaniem starszego bądź zużytego sprzętu drukarskiego może nieść ryzyko wystąpienia wad druku, takich jak nierównomierne rozłożenie koloru na arkuszu, pasy, czy powtarzające się rozjaśnienia . 